# Paul Wiedenfeld
Friedrich Wilhelm Ludwig Paul Wiedenfeld (* 1. März 1868 in Berlin; † 6. Juni 1940 in Bremen) war ein deutscher Jurist und Landrat.

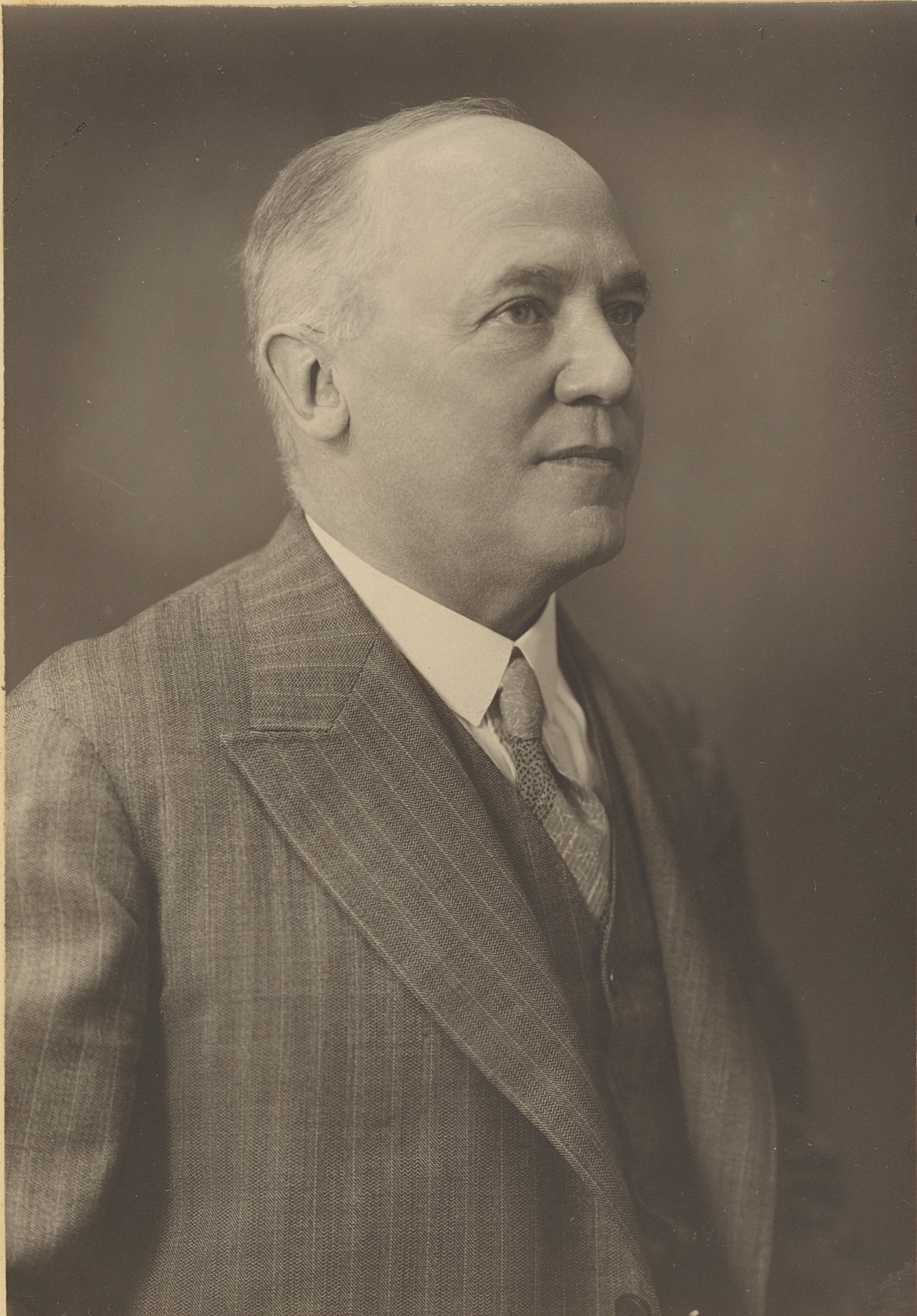
Paul Wiedenfeld (Quelle: Kreisarchiv Verden 56/1763)

## Leben
Als Sohn eines Regierungsbaumeisters geboren, studierte Wiedenfeld nach dem Besuch der Höheren Knabenschule des Dr. Döbbelin und des Askanischen Gymnasiums in Berlin sowie des Gymnasiums in Erfurt Rechts- und Staatswissenschaften in Lausanne, Leipzig und Berlin. Während seines Studiums wurde er 1886 Mitglied des Akademischen Turnvereins Normannia Leipzig (1897 Turnerschaft, seit 1907 Burschenschaft Normannia Leipzig). Als Einjährig-Freiwilliger begann er 1889 seine militärische Laufbahn und wurde 1902 Oberleutnant der Reserve. Nach seinem Examen 1889, dem Referendariat und seiner Promotion zum Dr. iur. 1892 in Leipzig, ging er in den Verwaltungsdienst zur Regierung Marienwerder. 1894 wurde er Regierungsassessor und Hilfsarbeiter am Landratsamt Hörde, bevor er 1895 ans Landratsamt Wiesbaden ging. 1898 wurde er zur Regierung Liegnitz versetzt. 1902 wurde er kommissarischer, 1903 endgültiger Landrat vom Landkreis Bremervörde. 1913 wurde er Vorstandsvorsitzender des Elektrizitätsverbandes Stade. Im März 1917 ging er als Referent zur Reichsgetreidestelle nach Berlin, im November wurde er Landrat im Kreis Achim. 1917 wurde er Geheimer Regierungsrat. 1930 wurde er Mitglied im Ausschuss für Landesplanung im Unterwesergebiet. 1932 ging er in den Ruhestand.
Er war von 1904 bis 1920 Abgeordneter des Hannoverschen Provinziallandtages.